# Marc Aureli Cota (ambaixador 202 aC)
Marc Aureli Cota (llatí: Marcus Aurelius Cotta) va ser edil plebeu el 216 aC i el 212 aC era comandant d'un destacament a Puteoli sota ordres del cònsol Api Claudi Pulcre.
L'any 203 aC apareix com a decemvir sacrorum, en el lloc de Marc Pomponi Mató. El 202 aC va ser enviat com ambaixador a la cort de Filip V de Macedònia i encarregat de protegir els aliats romans amenaçats pel rei macedoni. Va morir el 201 aC quan encara era decemvir sacrorum, càrrec en el qual el va succeir Mani Acili Glabrió.